# Arnold (rivière)
Pour les articles homonymes, voir Arnold.
La rivière Arnold  est située dans l’Ouest de l’île du Sud de la Nouvelle-Zélande. C’est l’exutoire du lac Brunner, qu’elle relie au fleuve Grey.

## Géographie
La rivière Arnold s’écoule vers le nord-ouest sur vingt kilomètres, rejoignant le fleuve Grey immédiatement au-dessus de la ville de Brunner, à quinze kilomètres de la mer de Tasman. C’est un endroit réputé pour le kayak de rivière et la pèche à la truite.
La centrale Arnold Power Station (en) est située sur les berges de la rivière tout près de sa confluence avec le fleuve Grey. La société TrustPower, qui exploite actuellement la centrale hydroélectrique, avait proposé un projet pour une autre centrale hydroélectrique le long de la rivière.